# Равон (блюдо)
Раво́н (индон. rawon) — блюдо индонезийской кухни, кулинарный специалитет Восточной и Центральной Явы. Представляет собой густой суп из говядины, приготовляемый без каких-либо овощей с большим набором специй. В числе последних яванцы практически всегда используют семена пангиума съедобного, придающие кушанью насыщенный чёрный цвет.
Принадлежит к числу наиболее старинных индонезийских блюд. Традиционно подаётся за ужином, как правило, с порцией отварного риса. При подаче в суп принято добавлять солёные утиные яйца, проростки вигны китайской, крупук и жареный лук-шалот.

Получил широкое распространение в ресторанной и уличной кухне. В Сурабае и некоторых других яванских городах равон, подаваемый в заведениях общепита поздним вечером или ночью, принято называть «дьявольским» — равон-сетан. Каких-либо рецептурных нюансов такой равон не имеет.

## История и распространение

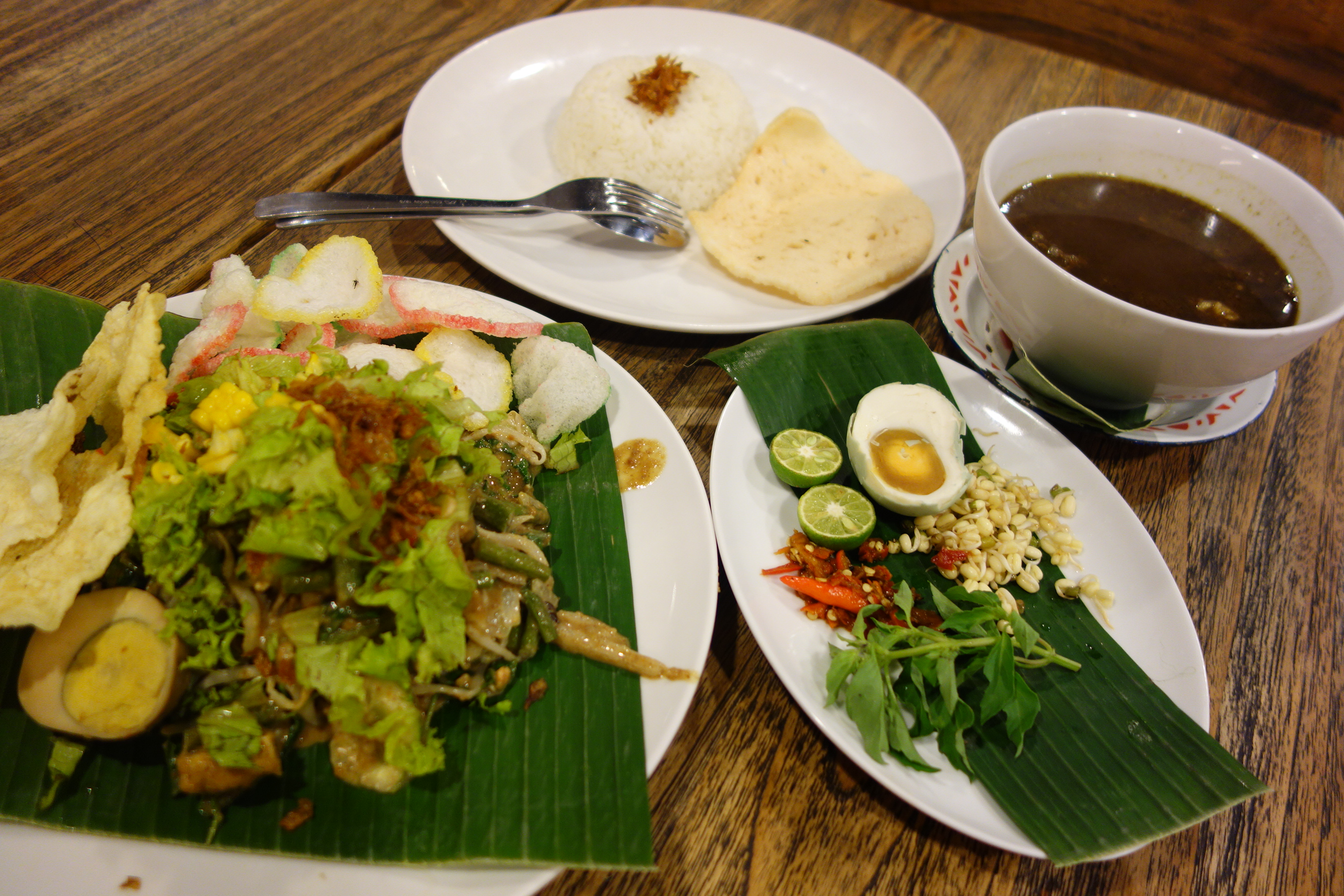
Равон, поданный с яванским овощным салатом гадо-гадо. Рядом традиционные добавки к равону: отварной рис, крупук,, проростки вигны китайской и лайм

Супы с давних времён занимают важное место в рационе яванцев — крупнейшего из народов Индонезии, населяющего центральные и восточные районы острова Ява. Равон же считается одним из наиболее старинных не только среди яванских супов, но и среди индонезийских блюд вообще — его достоверная история насчитывает более одиннадцати веков. Наиболее раннее упоминание об этом кушанье датируется 901 годом: равон фигурирует в перечне угощений, подававшихся в ходе пира, заданного по некоему торжественному поводу одним из высших вельмож княжества Матарам, который описывается на одной из медных табличек с надписями на старояванском языке, найденных под деревней Таджи в восточнояванском округе Понорого.
Географическая привязка упомянутого археологического артефакта даёт основание жителям Понорого претендовать на роль изобретателей равона. Однако аналогичные претензии нередко выдвигают и жители других местностей или населённых пунктов Восточной Явы — прежде всего, столицы этой провинции Сурабаи. В любом случае, индонезийские специалисты по истории кулинарии уверенно называют именно Восточную Яву родиной этого старинного кушанья.

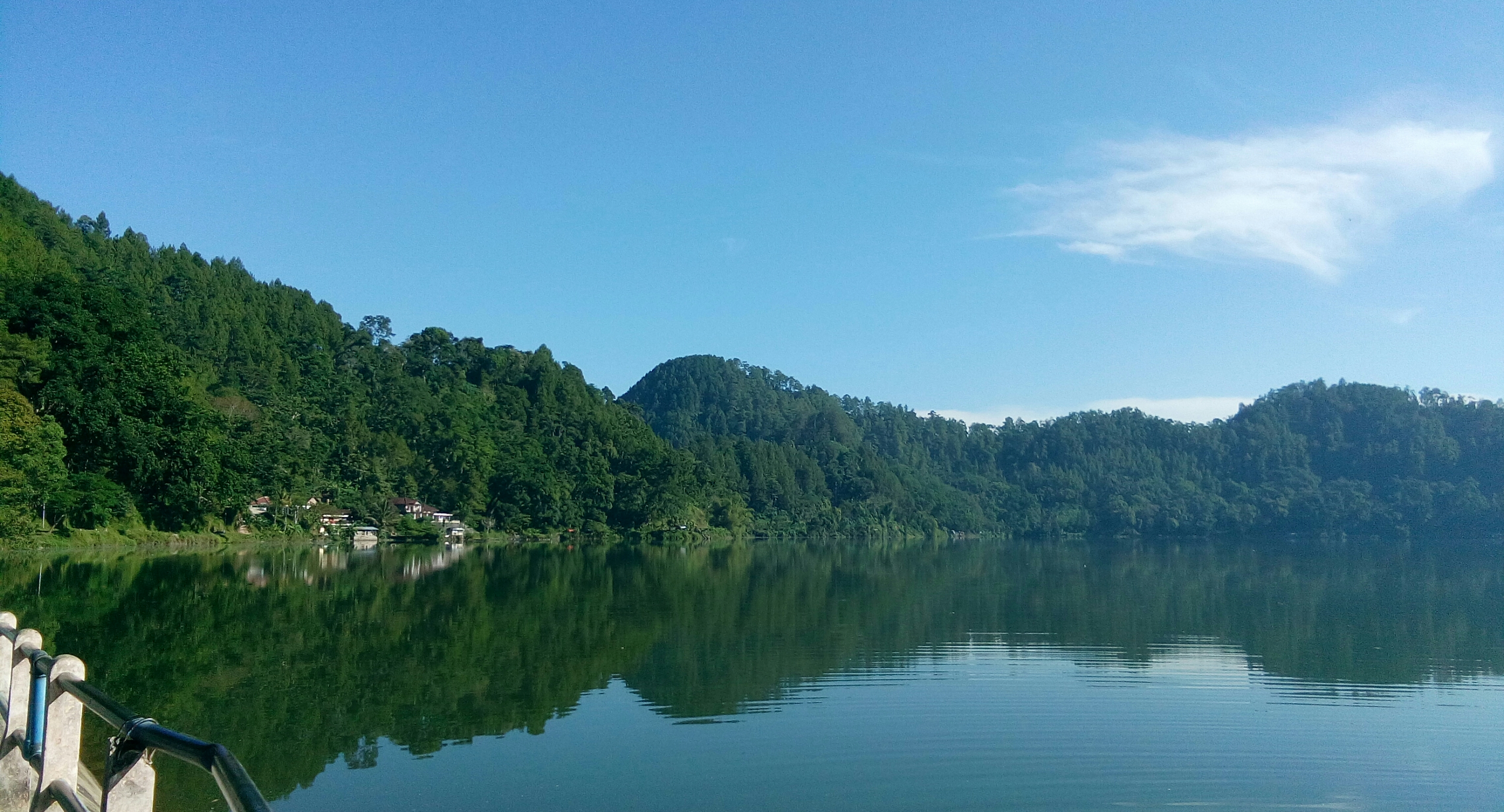
Понорого — предполагаемая родина равона

На Восточной Яве, а также на значительных территориях Центральной Явы равон исторически принадлежит к числу основных кулинарных специалитетов. При этом он обоснованно считается там достаточно дорогим блюдом, поскольку цены на говядину на Яве, где разведение крупного рогатого скота — в силу особенностей природных условий — не получило значительного развития, всегда были намного выше, чем на более доступные курятину, козлятину или рыбу. В этой связи равон традиционно считают едой «не для бедных» и даже иногда называют «королём» яванских супов.
За пределами двух упомянутых индонезийских провинций популярность равона не слишком велика. Тем не менее, благодаря активным миграциям яванцев за пределы их исконного ареала проживания, это кушанье снискало немалую известность как во многих регионах Индонезии, так и за пределами этой страны. Оно вошло в кулинарную практику сопредельных с нею Малайзии и Сингапура, а также — в меньшей степени — Нидерландов, бывшей метрополии Индонезии.

## Приготовление и разновидности

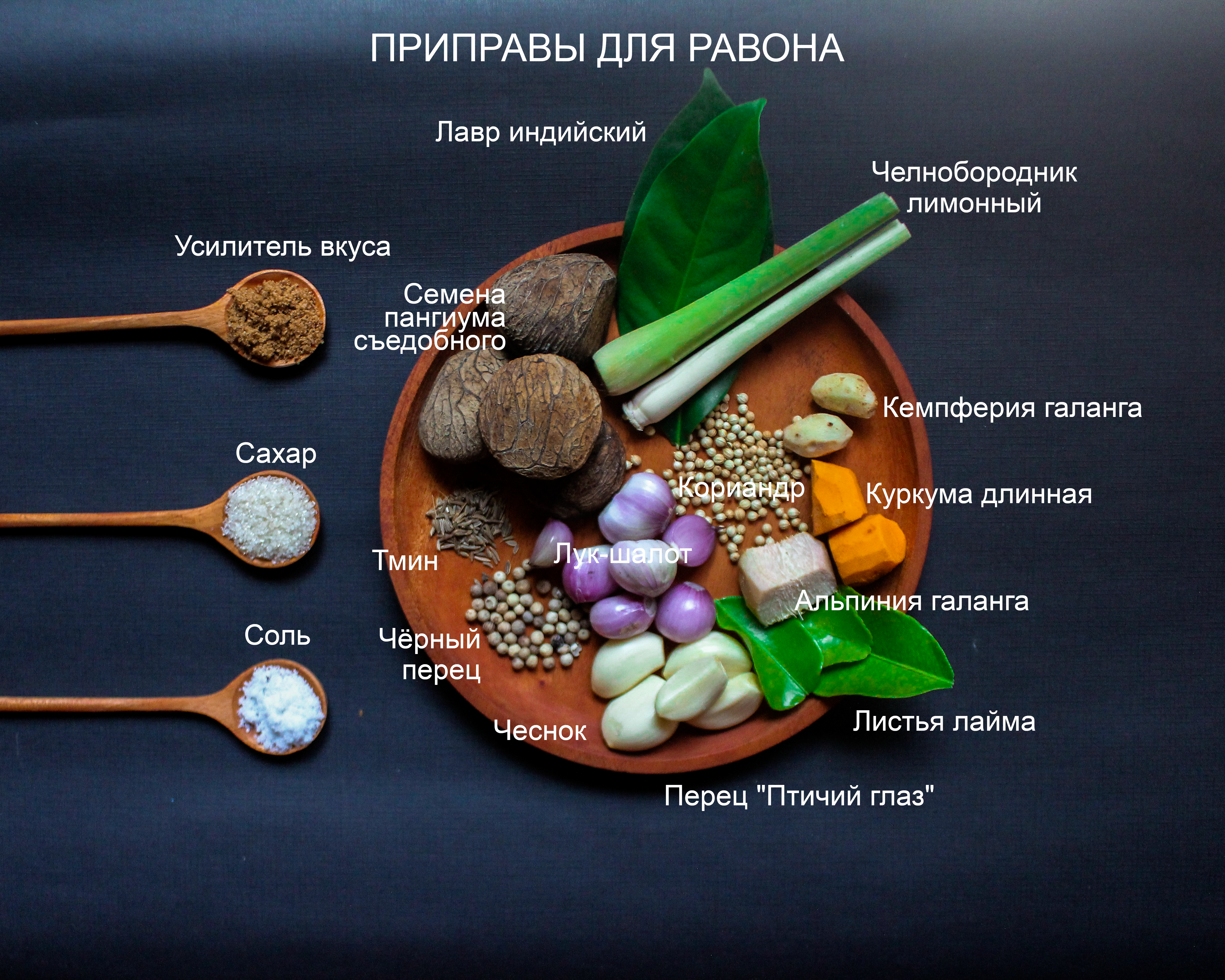
Классический яванский набор специй для равона

Основным ингредиентом равона является говядина. Для приготовления этого кушанья используется, как правило, грудинка, реже — другие, не слишком ценные части туши, обычно с достаточно большим количеством жира. Мясо варят до полуготовности, после чего извлекают из бульона и нарезают небольшими кусочками. К этому времени на воке или в глубокой сковороде в растительном масле прожаривается весьма внушительный набор измельчённых специй. Главной из последних в традиционных яванских рецептах равона неизменно являются семена дерева пангиума съедобного. С этих крупных, размером с половину грецкого ореха зёрен счищают оболочку, а тёмную плотную сердцевину перед прожаркой размачивают в воде. Эта субстанция придаёт маслянистой кашице, в которую превращаются после прожарки специи, — а затем и всему блюду — насыщенный чёрный цвет и характерный пикантный аромат. Помимо сердцевины семян пангиума съедобного, в набор приправ для равона может входить ещё десяток, а то и большее количество специй и пряностей. Чаще всего, для приготовления этого блюда используются лук-шалот, чеснок, большой калган, лумбанг, челнобородник лимонный, куркума длинная, кориандр, имбирь, чёрный перец, острый перец, листья индийского лавра, лайма или каффир-лайма, а также пальмовый или обычный сахар и соль.
Предприятия индонезийской пищевой промышленности выпускают различные вариации наборов приправ для приготовления равона: в таких упаковках все ингредиенты уже должным образом измельчены и готовы к прожарке. Сердцевина семян пангиума съедобного входят в состав подобных наборов обычно уже в растворённом виде — в небольшом пластиковом пакетике.
Отваренные до полуготовности кусочки говядины какое-то время обжариваются в кашице из специй на медленном огне, после чего в вок или сковороду добавляется большая порция воды, и процесс варки мяса возобновляется. В отличие от многих других индонезийских супов, в равон не добавляются никакие овощи и даже зелень — мясо варится с одними только специями.

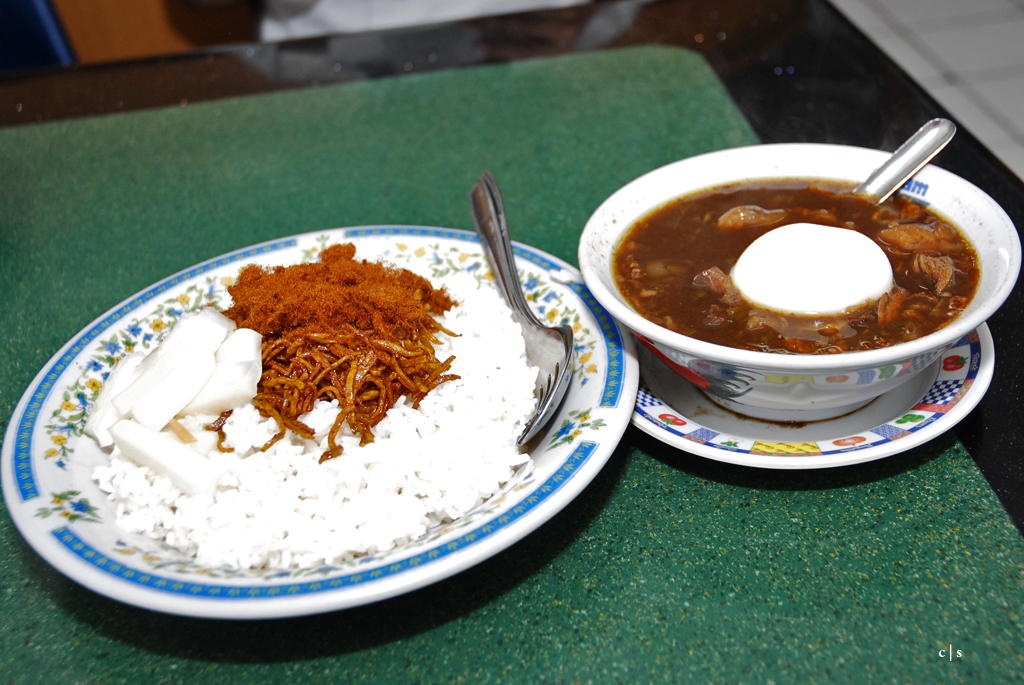
Равон, поданный с утиным яйцом, отварным рисом и жареным луком-шалотом

В готовом виде равон представляет собой непрозрачное варево чёрного цвета с сильным пряным ароматом и достаточно резким вкусом с ощутимой ноткой сладости — за счёт обязательного использования сахара. Как в Индонезии, так и за её пределами это блюдо чаще всего называют супом, хотя с учётом большого количества мяса и относительно небольшой доли жидкости оно может напоминать и не очень густое рагу.
Вариативность рецептов равона заключается, прежде всего, в различиях состава специй. Он может в той или иной мере варьироваться на усмотрение любого повара, однако бывают и особенности, характерные для целых местностей. Так, например, на Западной Яве в равон добавляют значительно меньше сахара или не добавляют его вовсе, за счёт чего в его вкусе появляется ощутимый солоноватый оттенок. В остальном нюансировки рецепта достаточно ограничены и чаще всего существенно не влияют на вкус блюда. Так, в западнояванском Бандунге этот суп делают более жидким, чем в других местах. В восточнояванском Маланге для равона чаще используют не грудинку, а говяжий хвост, а в районе Нгулин восточнояванского же округа Пасуруан ту же грудинку режут значительно более крупно, чем в других местах: такой тип этого супа получил известность в Индонезии под соответствующим названием — равон по-нгулински.
Едва ли не единственная по-настоящему отличная от классической вариация этого блюда получила распространение среди жителей индонезийского острова Бали: будучи индуистами и соблюдая религиозный пищевой запрет в отношении говядины, балийцы стали использовать для приготовления равона свинину. Кроме того, в числе специй они, как правило, не используют семена пангиума съедобного, в результате чего балийский равон не приобретает характерного для остальных районов Индонезии чёрного цвета, а имеет различные оттенки коричневого.

## Подача

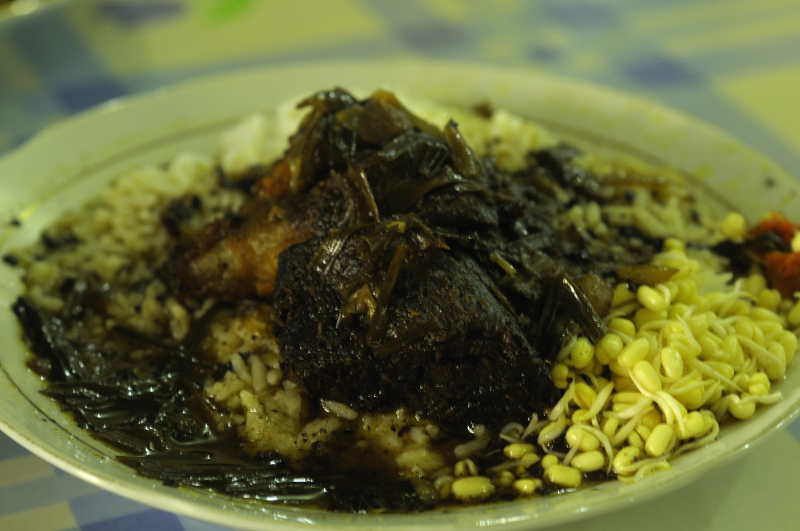
Равон, смешанный с рисом

Равон является основным блюдом, которое принято есть в горячем виде. Как и многие другие индонезийские супы, его принято подавать с порцией отварного риса: такой сет традиционно называется на́си-раво́н (индон. nasi rawon) — рис с равоном. Довольно часто равон с рисом сразу после подачи смешивают в одной миске. В этой связи в некоторых источниках можно встретить упоминание о равоне не как о супе, а как о подливке для риса.
В Индонезии порцию готового равона при подаче обычно сдабривают стандартным набором добавок. В миску супа кладут солёное утиное яйцо — целое или половинку, пару щепоток проростков вигны китайской и ломтик лайма. Кроме того, поверхность супа часто посыпают кусочками жареного лука-шалота и крупуком, а рядом с миской ставят небольшую порцию острого перечного соуса самбала, который можно добавлять в равон по вкусу.
В Сингапуре принята несколько иная подача этого кушанья. Непременным гарниром к равону там также служит отварной рис, однако другими дополнениями традиционно являются кусочек жареного говяжьего лёгкого, кольца кальмаров, тушенные в самбале, и картофельный перкедел. Поверхность супа там обычно посыпают серунденгом, а в качестве дополнительной приправы подают самбал, смешанный с креветочной пастой.

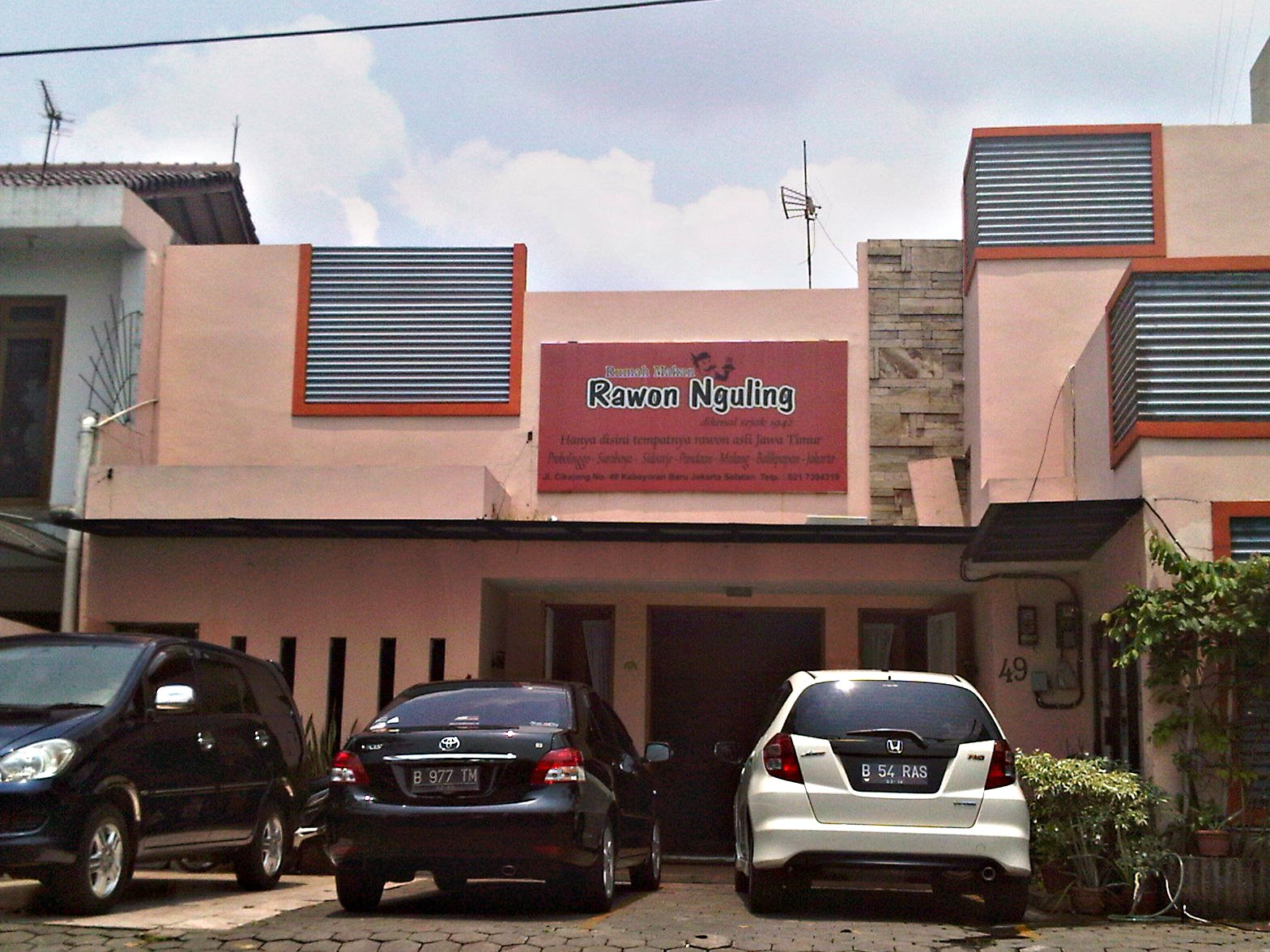
Ресторан, специализирующийся на равоне. Западная Ява

Равон часто готовят дома, но особую популярность он приобрёл в уличной кухне. На Яве имеется множество заведений общепита — обычно небольших харчевен традиционного типа, специализирующихся именно на этом кушанье. Кроме того, в этих провинциях оно повсеместно продаётся на базарах и с лотков уличных разносчиков.
Многие яванцы предпочитают есть равон за ужином, поэтому во многих местностях за этим супом закрепилась репутация вечернего блюда. Более того, в Сурабае и некоторых других яванских городах равон является одним из наиболее ходовых блюд в ресторанах и харчевнях, открытых в ночное время. К концу XX века за равоном, который подается в заведениях общепита поздним вечером или за полночь, закрепилось название раво́н-сета́н (индон. rawon setan) — дьявольский равон. Никаких рецептурных отличий от обычного равона у дьявольского равона не имеется — вся его особенность состоит исключительно в подаче в ночное время суток, которое традиционно ассоциируется с нечистой силой.